# Поверни налево
«Поверни налево» (англ. Turn Left) — одиннадцатый эпизод 4 сезона британского научно-фантастического телесериалa «Доктор Кто».
В этой серии возвращается Билли Пайпер в роли Розы Тайлер. История концентрируется на спутнице Доктора — Донне Ноубл (Кэтрин Тейт) и на альтернативной реальности, созданной ею.

## Сюжет
На планете Шан Шен одна из гадалок предлагает Донне бесплатно предсказать будущее и подсаживает ей на спину огромного жука. Выясняется, что будущее Доктора и многих других зависело от решения Донны: повернуть направо и устроиться на работу в агентство Дживала Чаундри или повернуть налево — в компанию Эйч Си Клементс, что впоследствии привело её к Доктору.
В альтернативной реальности Донна Ноубл работает секретарём в компании Дживала Чаундри. Она чувствует что-то у себя на спине, но не видит этого. Остальные же окружающие её люди постоянно смотрят ей за спину, но не могут сказать, что они видят.
На Рождество Землю атакует императрица Ракносс. Сотрудники ЮНИТ разрушают космический корабль ракносс с Земли, но Доктор погибает, утонув в Темзе (Сбежавшая невеста) и не успев регенерировать из-за быстро хлынувшей воды.
Когда Донну увольняют с работы, здание больницы напротив перемещается на Луну (Смит и Джонс). Через некоторое время больница возвращается, но выживший только один — Оливер Моргенштерн, которому Марта Джонс отдала последний кислородный баллон и умерла. Также в больнице оказалась Сара Джейн Смит, она пыталась взять ситуацию под контроль, но тоже погибла.
Встретив Розу Тайлер и по её совету сыграв в лотерею, Донна с матерью и дедушкой выигрывают поездку за город и уезжают. В это время на Букингемский дворец в Лондоне с небес падает копия «Титаника» (Путешествие проклятых). Весь город разрушен, большая территория Англии заражена радиацией. Доктор не спас и их.
Так как Лондон разрушен, ситуация с адипоуз случается в США. Множество людей превращаются в жир, который ходит по улицам (Соучастники). Донна никогда не встречала Доктора, он умер и некому было остановить адипоуз.
От сонтаранцев и системы Атмос Землю спасает Торчвуд ценой жизни всех его сотрудников, кроме Джека Харкнесса. Роза рассказывает Донне о том, что она очень важна для всего мира и от неё зависит судьба людей. Сначала Донна не верит ей, но затем соглашается. Придя с Розой в ЮНИТ, Донна узнаёт, что она должна переместиться в прошлое с помощью машины времени, собранной ЮНИТом на основе ТАРДИС, и помешать самой себе принять неверное решение. Переместившись в своё прошлое, Донна бежит к перекрестку, с которого она когда-то повернула направо. Но, понимая, что просто не успеет себе помешать, она бросается под машину и погибает. В результате происшествия на дороге, ведущей направо, образуется затор, заставивший Донну в прошлом повернуть налево. Всё возвращается на круги своя.

## Интересные факты
- О том, что у неё что-то на спине, Донне говорил пророк во второй серии сезона «Огни Помпеи».
- Говоря о «трудовых лагерях», Уилф имеет в виду нацистские концентрационные лагеря, в которые отправляли иностранцев.
- В серии «Путешествие проклятых» Доктор говорил, что Титаник уничтожит жизнь на всей Земле, хотя в этой серии был разрушен лишь Лондон и была заражена некоторая часть вокруг него.
- В серии «Смит и Джонс» плазмоед включает медицинский магнитный сканер, который уничтожил бы жизнь на половине земного шара, которая в это время была бы обращена к Луне, однако этого не произошло.
- Во время своего увольнения Донна произносит фразу «Спасибо ни за что». Эту же фразу Донна повторяла в серии «Сбежавшая невеста».
- В эпизоде в небольшой роли капитана Магамбо появилась актриса Нома Думезвени. В следующем году она снялась в этой же роли в эпизоде «Планета мёртвых».

## Производство и критика

### Производство
- Дэвис начал писать этот эпизод с 27 октября 2007 года. Он на несколько недель отстал от графика и не смог появиться на церемонии награждения.
- Возвращение Билли Пайпер в сериал планировалось ещё с первой серии 4 сезона.
- Актёр Говард Эттфилд, исполнявший в серии «Сбежавшая невеста» роль отца Донны, умер. Его заменил Бернард Криббинс в роли дедушки Донны — Уилфреда Мотта.
- На создание временного жука Расселла Ти Дэвиса вдохновил огромный паук, прижавшийся к спине Сары Джейн Смит в серии «Планета Пауков»
- Основные сцены снимались в Кардиффе.

### Критика
- У серии очень низкий бюджет, но это не повлияло на качество — серию смотрели 8,09 миллионов человек, то есть 35 % общей аудитории.
- Это была четвёртая по популярности программа за неделю, с самым высоким рейтингом серии «Доктора Кто» на тот момент.
- Среди читателей журнала «Доктор Кто» серия была признана второй по качеству серией сезона.
- Эпизод получил положительные отзывы от критиков, в основном благодаря актёрскому мастерству Кэтрин Тейт. Бен Роусон оценил серию на 4 звезды из 5. Он сказал, сравнивая серию с Silding Doors и другими альтернативными историями, что Дэвис злоупотребил концепцией, но в серии достаточно человечности и справедливости, чтобы сделать «Поверни налево» по-настоящему захватывающей. Роусон-Джонс похвалил Дэвиса за «равновесие легкомыслия и мрачной темноты».
- Марк Райт Этап подчеркнул, что после серии «Полночь» это лучший сценарий Рассела Дэвиса и в этой серии он отчётливо показал, как важен Доктор для Земли и для всей Вселенной.
- Серия была номинирована на премию Хьюго 2009 в категории «Лучшая постановка, малая форма»[1][2].